# كارلوس إمونز (سياسي)
كارلوس إمونز هو سياسي أمريكي، ولد في 17 يونيو 1799، وتوفي في 12 ديسمبر 1875. نشط حزبياً في حزب اليمين. وقد انتخب عضو جمعية ولاية نيويورك ‏ وانتخب عضو مجلس ولاية نيويورك ‏.